# 黃墱
黃墱（1518年—？年），字元登，號雲浦，四川敘州府富順縣人，民籍。

## 生平
正月二十八日生，行六，治《易經》，由縣學生中式嘉靖二十五年丙午科四川鄉試第三十名舉人，年三十歲中式嘉靖二十六年丁未科會試中式第二百九十三名，第三甲第一百一十二名進士。刑部觀政，授彰德府推官，升户部主事，歷升员外郎、郎中，出为陕西佥事，降同州同知，三十九年（1560年）升湖州府同知，四十年丁母憂歸，復補河间府同知、庆阳府知府、山东副使。

## 家族
曾祖黃璿，知府；祖黃斗；父黃誥卿；母朱氏。具慶下，妻甘氏，兄圻；坫（貢士）；垙；墿；塏。子梦寿（举人）、梦龙。